# Oikofobie
Oikofobie (van Oudgrieks οἶκος/oikos, "huis", en φόβος/phobos, "angst") is de angst voor de huiselijke omgeving en is in een ruimere zin een onbehagen voor het blijven in een veilige bestaande omgeving. In die zin wordt deze term in geschriften uit de 19e eeuw vaak geassocieerd met het verlangen om van huis te reizen ook herkenbaar in de Duitse term "Wanderlust".

## Politieke betekenis

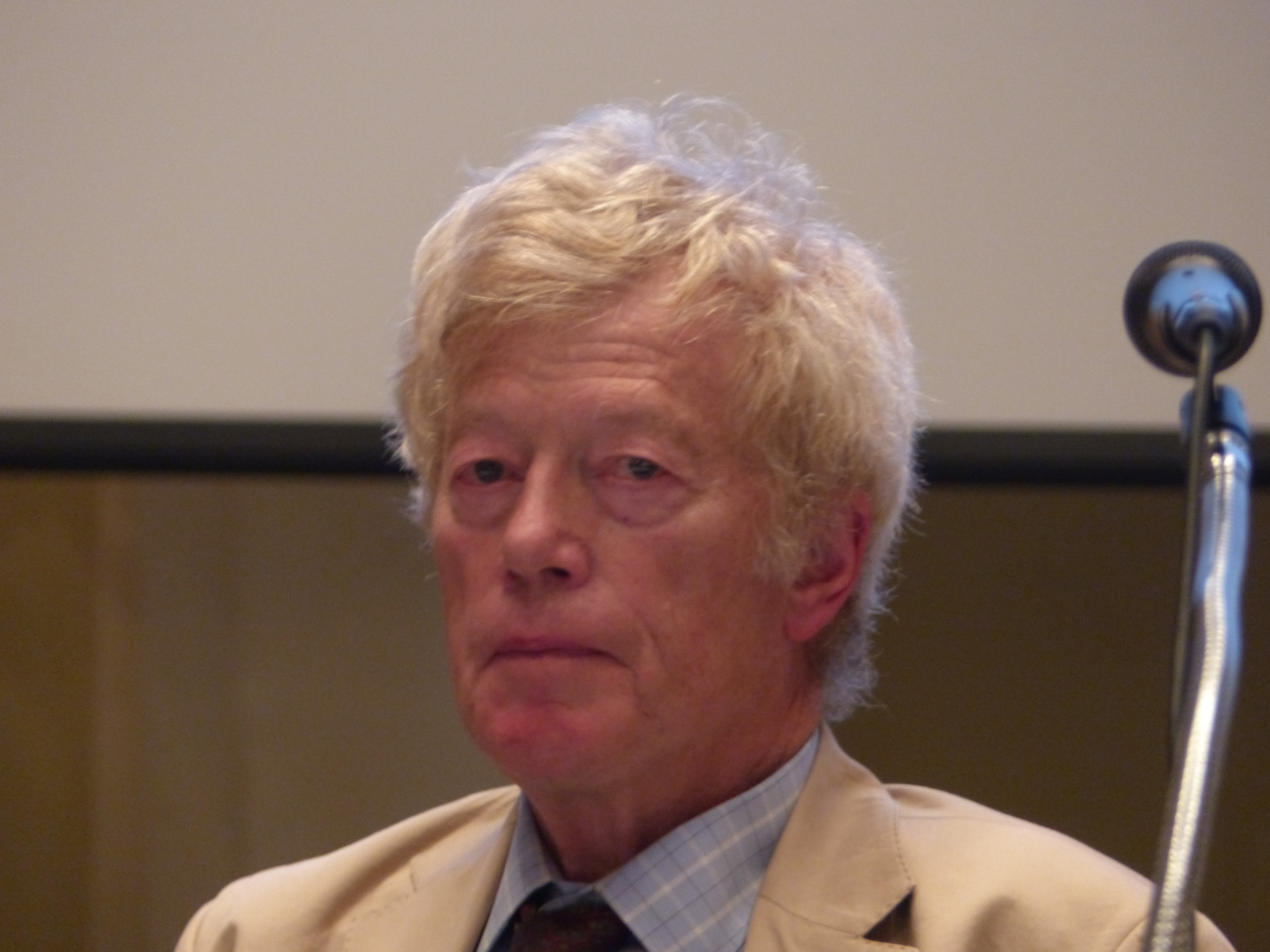
Roger Scruton (september 2016)

In 2004 gebruikte de conservatieve cultuurfilosoof Roger Scruton de term als tegenpool van xenofobie om te wijzen op de afkeer van het eigene en dan met name van de natie. Het concept dient ter kritiek van cultuurrelativisme, multiculturalisme en postmodernisme die voorgesteld worden als een extreme vorm van xenofilie, een (ziekelijke) voorkeur voor alles wat van vreemde origine is. In rechts-conservatieve en nationalistische kringen wordt de term oikofobie steeds vaker gebruikt ter aanduiding van een hypothetische zelfhaat van de heersende klasse. Zij verwijzen daarmee naar een veronderstelde aversie van een Europese, hoogopgeleide, kosmopolitische elite voor de normen en waarden van de westerse cultuur. Volgens hen is dit het gevolg van een jarenlange, cultuurmarxistische afbraakpolitiek van de tradities en gebruiken van de eigen cultuur en nationale identiteit door linkse intelligentsia.
In navolging van Scruton hanteren ook anderen, zoals Alain Finkielkraut, Paul Cliteur, Pascal Bruckner, Wim van Rooy en Éric Zemmour het concept oikofobie.

## Nederland
Oikofobie werd in Nederland vooral bekend door het werk van Thierry Baudet, die er niet alleen het multiculturalisme maar ook pleidooien voor open grenzen, moderne conceptuele in plaats van esthetische kunst, de politieke correctheid en de Europese integratie mee aanduidt. Baudet vat oikofobie samen als een diepe, instinctieve aversie van Westerse intellectuelen tegenover de geborgenheid of kneuterigheid van de 'thuis' waar ze leven, een "pathologische drang naar vervreemding en ontworteling". Meer in het bijzonder hekelt Baudet de expansiedrift van een aantal supranationale instanties zoals de Europese Unie, het Europees Hof voor de Rechten van de Mens, het Internationaal Strafhof of de Wereldhandelsorganisatie en de bureaucratische bemoeizucht van hun ambtenaren in het dagelijkse leven van de burger.

## Kritiek
Diverse denkers hebben Baudets stelling kritisch tegemoet getreden. De socioloog Jan Willem Duyvendak stelt dat eerder het omgekeerde het geval is: hij ziet juist een obsessie onder de bestuurlijke elite met het vormen van een thuisgevoel, hetgeen de gemeente Amsterdam tot beleidsdoelstelling heeft gemaakt. Ook de oprichting van het Nationaal Historisch Museum en het integratiebeleid ademen volgens Duyvendak eerder een "oikofilie" of "oikomanie". Volgens de cultuurfilosoof Thijs Lijster maken Baudet e.a. een categoriefout: ze verwarren de publieke ruimte, de polis, met het huis, de oikos, en verklaren onterecht de regels van het huis ook op de publieke ruimte van toepassing, zodat het onderscheid tussen privépersoon en burger vervaagt. Hierdoor worden bepaalde bevolkingsgroepen als "gasten" voorgesteld in plaats van als medeburgers.